# Ophrys lutea
Ophrys lutea (комашник жовтий) — рослина з родини зозулинцевих, або орхідних (Orchidaceae). лат. lutea — «жовтий».

## Опис
Досягає висоти 25–30 см. Суцвіття містять від 2 до 7 квіток. Має широкі асиметричні бічні чашолистки, спинні чашолистки зменшені. Розгорнуті пелюстки, жовті з синьо-сірим або коричневим центром. Запилюються самцями бджіл роду Andrena. Квітне з березня по травень.

## Поширення
Уродженець Південної Європи, Північної Африки і Близького Сходу: від Португалії та Марокко до Сирії. Росте до 1400 м над рівнем моря. Росте при повному сонці або в тіні на сухих або вологих вапняних ґрунтах, на пасовищах, в чагарник і рідкому лісі.

## Галерея

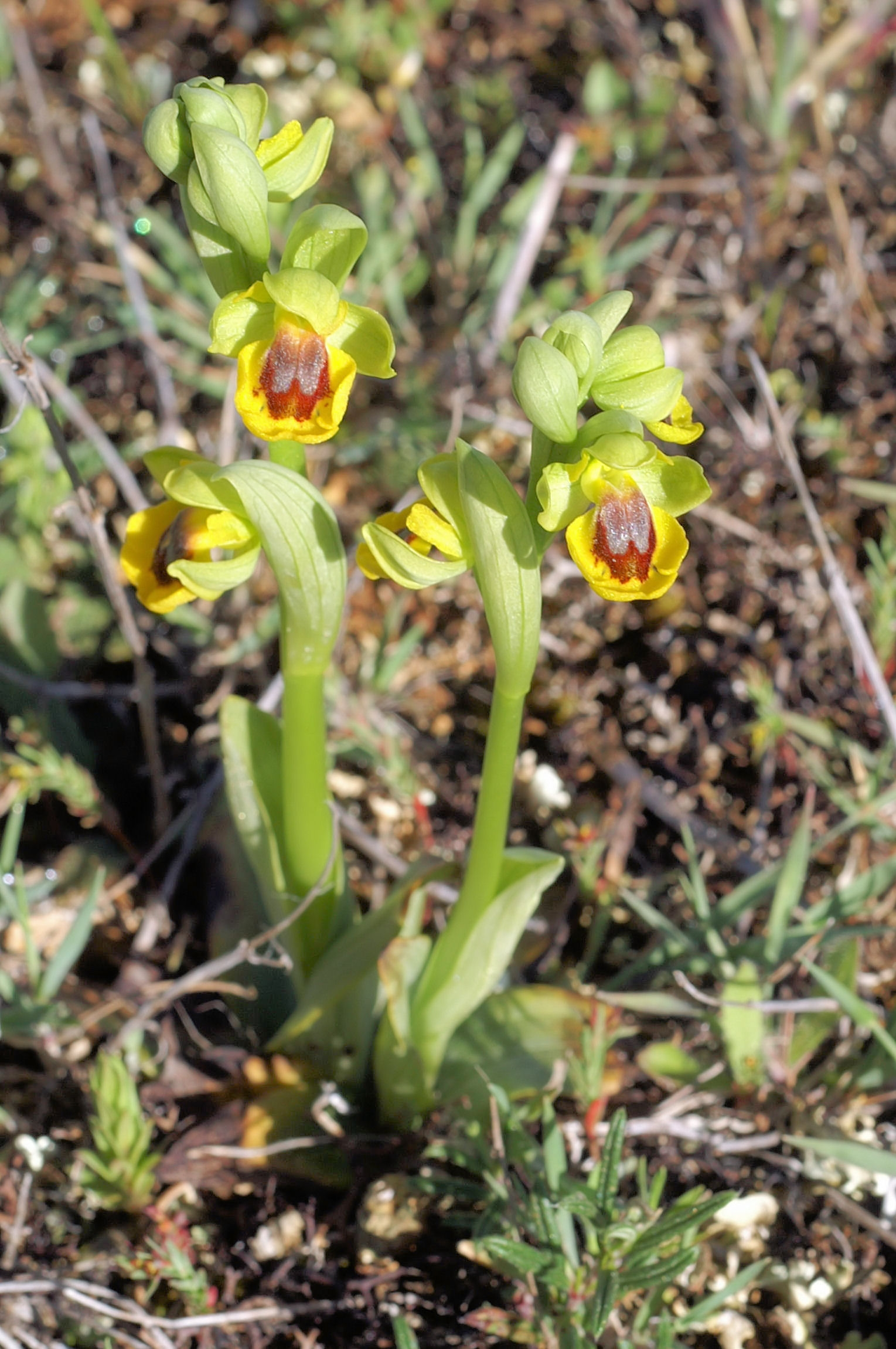
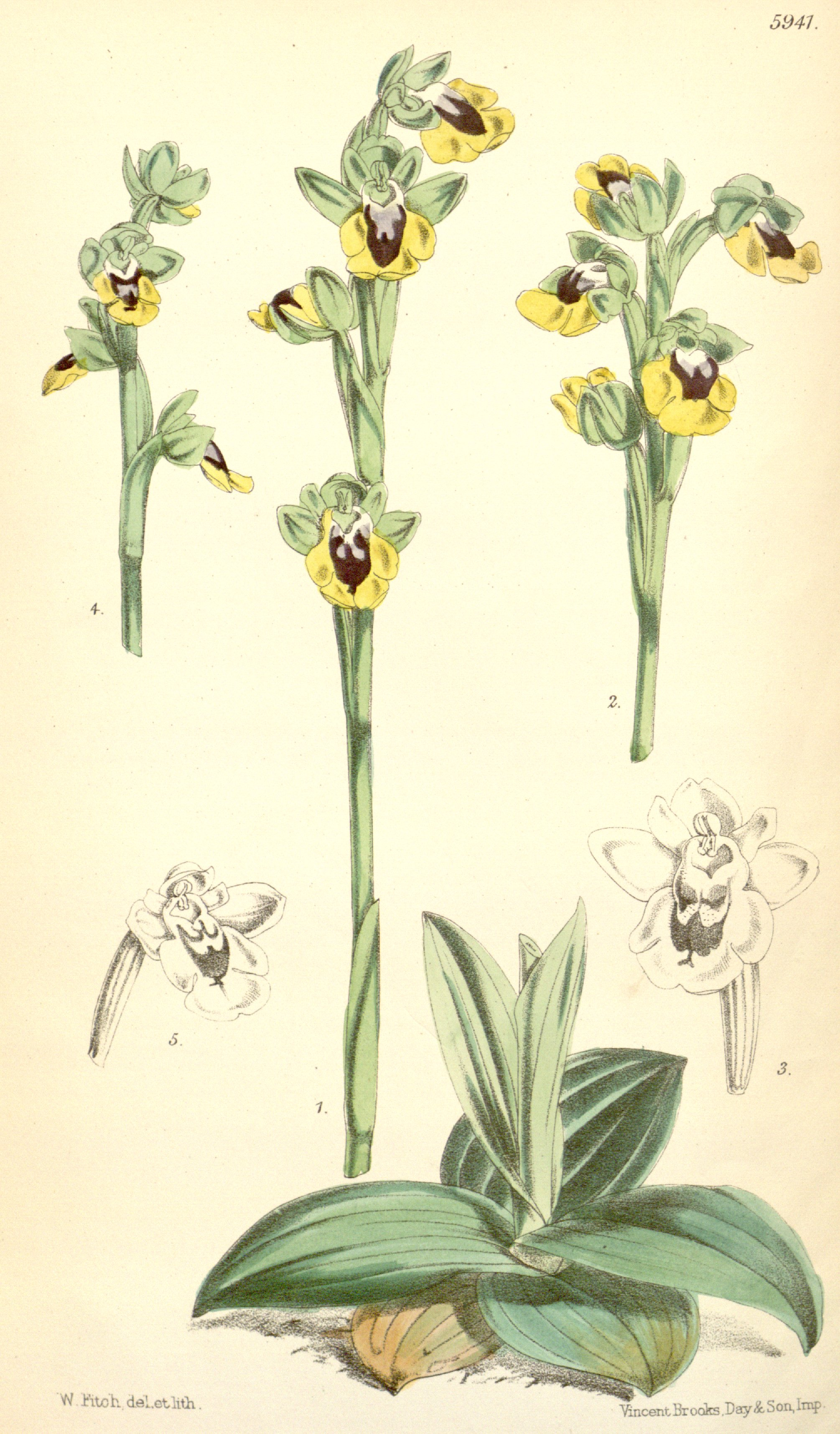
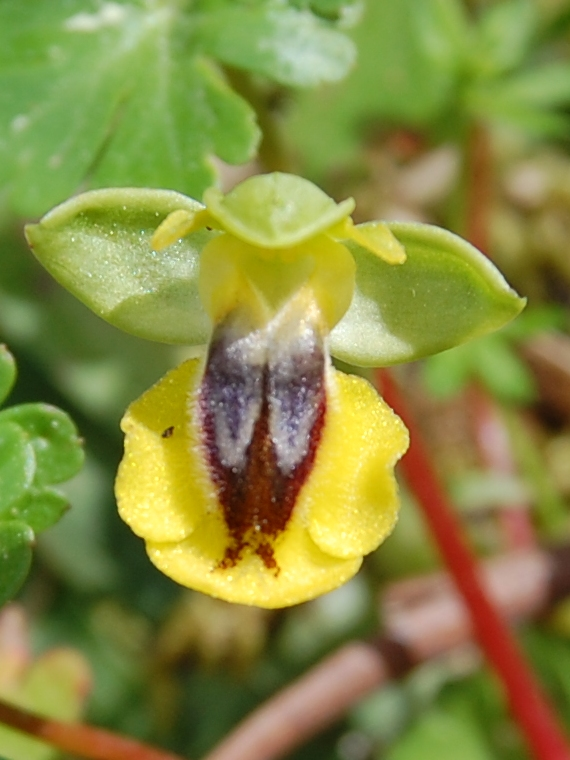
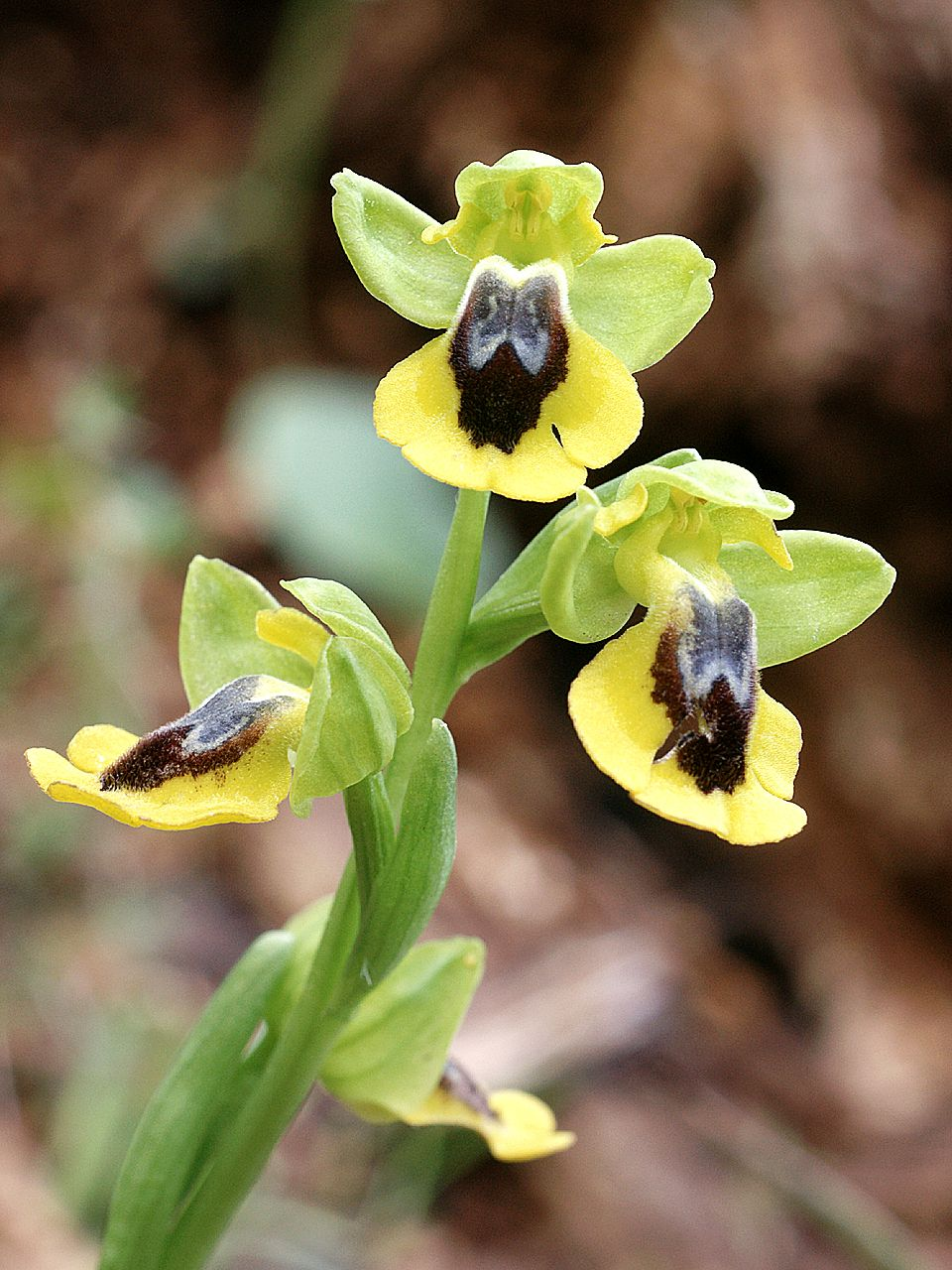

|  | Це незавершена стаття про орхідеї. Ви можете допомогти проєкту, виправивши або дописавши її. |